# Zenarge turneri
Zenarge turneri ang cypress pine sawfly – gatunek błonkówek z rodziny obnażaczowatych, jedyny przedstawiciel rodzaju Zenarge i podrodziny Zenarginae.

## Zasięg występowania
Gatunek ten występuje we wsch. Australii, w stanie Nowa Południowa Walia.